# Rudolf van Genève
Rudolf van Genève (circa 1220 - 1265) was van 1252 tot aan zijn dood graaf van Genève.

## Levensloop
Rudolf was de oudste zoon van graaf Willem II van Genève en diens echtgenote Alix, dochter van Albert II de la Tour du Pin.
Rond 1234 benoemde heer Aymon II van Faucigny zichzelf tot beschermer van de priorij van Chamonix, wat inging tegen de rechten van het graafschap Genève. Dit veroorzaakte een oorlog tussen Rudolfs vader Willem II en Aymon II van Faucigny, die gesteund werd door zijn schoonzoon Peter van Savoye. Tijdens een tijdelijke wapenstilstand werd Peter in 1236 bij een bergpas door Rudolf in een hinderlaag gelokt, waardoor hij in gevangenschap van het graafschap Genève raakte. In de daaropvolgende oorlog werden de Geneefse troepen vermoedelijk verslagen, aangezien zijn vader Willem II op 13 mei 1237 door graaf Amadeus IV van Savoye tot een vredesverdrag werd gedwongen. Hierbij diende Willem herstelbetalingen te doen en verschillende forten over te dragen, waarna Peter werd vrijgelaten. 
In 1250 deed het huis Savoye een poging om hun territorium in de buurt van Genève uit te breiden, wat een nieuwe oorlog veroorzaakte tussen Willem II en Peter. Hierbij steunden Willem II en Rudolf Albert III de la Tour du Pin, wiens landerijen bedreigd werden door Peter en diens broer Filips van Savoye. Het was opnieuw het huis Savoye dat de oorlog won, waarna opnieuw heel wat kastelen van graaf Willem II van Genève werden ingenomen.
Toen Rudolf in 1252 zijn vader opvolgde als graaf van Genève, erfde hij een flink gereduceerd patrimonium. Zodra hij de macht kwam, deed hij er alles aan om zijn gekrompen graafschap terug uit te breiden. Met gewapende troepen dwong hij Simon van Joinville, de heer van Gex, om hem te huldigen. Ook belegerde hij het kasteel van Charousse, waar hij een schuldeiser van Peter van Savoye die het kasteel huurde liet uitzetten. Bovendien besloot hij standvastig om geen enkel lid van het huis Savoye te huldigen. Toen zijn tante Beatrix van Genève, weduwe van graaf Thomas I van Savoye, in 1258 overleed, erfde Rudolf haar landerijen in Cornillon en de Val des Clefs die haar bruidsschat hadden gevormd. 
Tijdens zijn bewind probeerde Rudolf om een einde te maken aan de rechten die zijn neef Hendrik had op het graafschap Genève, die Hendrik doorverkocht had aan Peter van Savoye. Begin 1260 heroverde Peter de landerijen in Cornillon en op 19 mei kwamen de drie disputanten samen in Genève om de beslissing van de bemiddelaars die Rudolf en Hendrik hadden gekozen af te wachten. Rudolf mocht Cornillon behouden als hij Peter huldigde en als hij de openstaande schuld van 2.000 viennois betaalde. De betwiste erfopvolging in Genève werd op die manier opgelost en de gebieden van Peter van Savoye werden in noordelijke en westelijke richting uitgebreid. Ook moest Rudolf heel wat gebieden afstaan en werd zijn macht beperkt tot de Genevois. 
In september 1262 huldigde Rudolf de jeugdige graaf Bonifatius van Savoye, voor de territoria die hij in leen van het graafschap Savoye bezat. De toen veertienjarige Bonifatius stond nog onder het regentschap van zijn moeder Cecilia van Baux. Hij stierf echter in augustus 1263, waarna Rudolfs oude vijand Peter de nieuwe graaf van Savoye werd. Aanvankelijke weigerde Rudolf om Peter te huldigen, maar dat deed hij na de bemiddeling van de bisschop van Belley en de abt van Saint-Rambert-en-Bugey toch.  
Rudolf van Genève stierf in 1265, waarna hij als graaf van Genève werd opgevolgd door zijn zoon Aymon II.

## Huwelijk en nakomelingen
In 1241 huwde Rudolf met Maria van Coligny, vrouwe van Varey-en-Bugey en dochter van Albert III de la Tour du Pin en vrouwe Beatrix van Coligny. Ze kregen volgende kinderen:
- Aymon II (overleden in 1280), graaf van Genève
- Gwijde (overleden in 1294), kanunnik van Langres en aartsdiaken van Dijon
- Henri (overleden in 1296), bisschop van Valence en aartsbisschop van Bordeaux
- Amadeus II (overleden in 1308), graaf van Genève
- Jan (overleden in 1297), bisschop van Valence
- Margaretha (1266-1322), huwde in 1288 met Aymar van Poitiers, graaf van Valentinois